# Video for Windows
Video for Windows (VfW; znám také jako Video Compression Manager, VCM) je multimediální framework pro systémy Microsoft Windows.
Vyvinul jej Microsoft jako reakci na framework QuickTime od firmy Apple. První verze (verze 1.0) byla uvedena v listopadu roku 1992. Framework přišel s vlastním souborovým formátem (multimediálním kontejnerem) Audio Video Interleave (AVI). Nástupcem se stal framework DirectShow.
Struktura video kodeku pro rozhraní VfW je v jednoduchosti následující:
```
#include
 
<vfw.h>

LRESULT
 
WINAPI
 
DriverProc
(

	
DWORD
 
dwDriverId
,

	
HDRVR
 
hdrvr
,

	
UINT
 
msg
,

	
LONG
 
lParam1
,

	
LONG
 
lParam2
)

{

	
switch
(
msg
)

	
{

		
case
 
ICM_COMPRESS
:

			
// komprimuj snímek

			
return
 
Compress
((
ICCOMPRESS
*
)
lParam1
,
 
(
DWORD
)
lParam2
);

		
case
 
ICM_DECOMPRESS
:

			
// dekomprimuj snímek

			
return
 
Decompress
((
ICDECOMPRESS
*
)
lParam1
,
 
(
DWORD
)
lParam2
);

	
}

}

```